# الفريق الوطني لسلامة وأمن النقل (إندونيسيا)
الفريق الوطني لسلامة وأمن النقل أنشئت بعد أيام قليلة من اختفاء رحلة آدم إير 574 في 1 يناير 2007م، من قبل الرئيس سوسيلو بامبانغ يودهويونو، جزئياً كرد فعل على العدد الكبير من حوادث النقل الأخيرة في إندونيسيا، وكاستجابة مباشرة لفقدان الطائرة، إلى جانب حوادث الطيران المدني الأخرى داخل إندونيسيا. الفريق مكلف بالتقييم الشامل لإجراءات سلامة النقل ومراجعة اللوائح الحالية المتعلقة بالنقل في إندونيسيا. لكنها لا تحقق في الحوادث، الجهة المسؤولة عن ذلك هي اللجنة الوطنية لسلامة النقل، والتي تعمل تحت رعاية مباشرة من وزارة النقل.